# Johannes I. (Kiew)
Johannes I. (russisch Иоанн I), Mönchsname Jona (russisch Иона) war Erzbischof oder Metropolit von Kiew (vor 1008–vor 1035).
Johannes war wahrscheinlich griechischer Herkunft.
1008 wurde Johannes erstmals erwähnt, als er die steinerne Peter-und-Pauls-Kirche in Kiew und die Kirche der Kreuzerhöhung des Herrn in Perejaslawl weihte.
Johannes amtierte 27 Jahre.
Noch vor seinem Tod soll er das Mönchsgelübde abgelegt und den Mönchsnamen Jona angenommen haben. 
Er starb wahrscheinlich vor 1039.